# Protein kinase A
Protein kinase A hay Protein kinaza A (PKA) hay Protein kinase phụ thuộc vào AMP vòng (EC 2.7.11.11) là một họ enzyme có hoạt tính phụ thuộc vào nồng độ của AMP vòng (cAMP). Protein kinase A có một số chức năng trong hoạt động của tế bào: bao gồm việc điều tiết quá trình biến dưỡng glycogen, đường và chất béo.
Chú ý, không nên nhầm lẫn PKA với Protein kinase hoạt hóa bởi AMP  hay Kinase phụ thuộc vào cyclin (cyclin-dependent kinases - Cdk).

## Cơ chế và tác dụng

Cơ chế hoạt hóa và bất hoạt PKA (nói chung)

AMP vòng - nhân tố quyết định đến hoạt tính của PKA.

### Cấu trúc, hoạt hóa và bất hoạt
Trong trạng thái bất hoạt (tức khi nồng độ AMP vòng trong tế bào ở mức thấp), mỗi protein kinase A là một holoenzyme có cấu trúc tứ phân (tetramer), nó bao hàm 2 tiểu đơn vị đảm nhiệm chức năng chính của enzyme (xúc tác) và 2 tiểu đơn vị có nhiệm vụ điều tiết hoạt tính enzyme. 2 tiểu đơn vị điều tiết nằm dính chặt vào 2 tiểu đơn vị xúc tác và ức chế hoạt tính của chúng. Tuy nhiên, khi nồng độ của AMP vòng tăng vọt lên (do hoạt động của enzyme adenylat cyclaza), AMP vòng sẽ bám vào các tiểu đơn vị điều tiết khiến cấu trúc không gian của PKA thay đổi, giúp cho các tiểu đơn vị xúc tác tách khỏi các tiểu đơn vị điều tiết và có thể thực thi hoạt tính xúc tác của mình. Để tách các tiểu đơn vị xúc tác ra khỏi các tiểu đơn vị ức chế, mỗi tiểu đơn vị ức chế cần ít nhất hai AMP vòng bám vào nó; điều này khiến hoạt tính của PKA rất "nhạy cảm" đối với sự thay đổi của nồng độ AMP vòng.
Hoạt tính của PKA sẽ biến mất khi nồng độ AMP vòng sụt giảm (bị thủy phân do enzyme phosphodiesterase) và không đủ khả năng bám vào các tiểu đơn vị điều tiết nữa, khiến các tiểu đơn vị này có thể tiếp tục ức chế các tiểu đơn vị xúc tác. Như vậy, hoạt tính của PKA được điều tiết bởi AMP vòng và bản thân PKA cũng là chất trung gian cho phần lớn các hoạt động của AMP vòng trong tế bào.

#### PKA và protein neo đậu (AKAP)
Ngoài vai trò trong việc ức chế hoạt tính của PKA, hai tiểu đơn vị điều tiết của enzyme này còn có vai trò quan trọng trong việc "định vị" PKA trong tế bào với sự giúp đỡ của Protein neo A-kinase (A-kinase anchoring protein - AKAP). Cụ thể, AKAP là một protein có 2 phần: một phần bám vào tiểu đơn vị điều tiết của PKA và phần còn lại thì bám vào một vị trí của cấu trúc khung xương tế bào hay màng sinh chất của một bào quan. Nhờ đó AKAP đóng vai trò như một cầu nối vật lý giúp "đóng đinh" PKA vào một vị trí hay một bộ phận nhất định trong tế bào. Ở đây, đối với các động vật có vú, cơ thể chúng ít nhất chứa hai loại PKA: một lại thì lửng lơ trong tế bào chất, loại kia được định vị tại các loại màng sinh chất và vi quản bằng cơ chế thông qua tiểu đơn vị điều tiết như nêu trên. Trong một số trường hợp, so với quá trình khuếch tán thông thường, việc định vị nhờ AKAP giúp giảm bớt rất nhiều thời gian di chuyển của PKA từ nơi được sản xuất đến nơi của protein đích mà nó tác động.
Đôi khi, vị trí mà các AKAP bám vào lại chính là các protein tín hiệu khác trong tế bào, điều này biến AKAP thành một phức hợp có chức năng như một môđun tín hiệu. Một ví dụ điển hình chính là một loại AKAP nằm ở gần nhân của tế bào cơ tim, nó có tác dụng bám vào PKA và một phosphodiesteraza có chức năng thủy phân AMP vòng và neo tất cả chúng vào lớp màng nhân tế bào. Khi PKA được kích hoạt và thực thi tác dụng của mình, các phosphodiesteraza bám vào AKAP cũng sẽ là một trong các đối tượng được PKA hoạt hóa; đến lượt mình các phosphodiesteraza lại mau chóng thủy phân AMP vòng và điều này tức thì gây ra sự bất hoạt của các PKA vừa kích hoạt chúng. Tác động ức chế ngược này giúp tế bào tránh được một phản ứng chậm chạp và kéo dài quá mức của PKA, thay vào đó hoạt tính của PKA sẽ bùng phát rất nhanh, mạnh nhưng thời gian tác dụng ngắn và mang tính cục bộ.

### Tác dụng
Khi được hoạt hóa protein kinase A sẽ xúc tác phản ứng phosphorylat hóa một số amino acid serine và theorine trên các protein đích - bao gồm cả các protein dẫn truyền tín hiệu nội bào và các protein phản ứng - nhờ đó thay đổi và điều tiết hoạt động của các protein đích này. Những serine và theorine bị PKA phosphorylat hóa luôn luôn nằm trên đoạn amino acid sau: X-Arg-(Arg/Lys)-X-(Ser/Thr)-Φ; trong đó X là một amino acid bất kỳ còn Φ là một amino acid kỵ nước. Nhìn chung thì protein đích của PKA không giống nhau tùy theo tế bào, vì vậy phản ứng do PKA gây ra cũng khác nhau tùy theo loại tế bào.
Hoạt động phosphorylat hóa của PKA đôi khi gây ra các phản ứng rất nhanh và tức thời của tế bào (thời gian phản ứng chỉ chừng vài giây) đồng thời không phụ thuộc vào quá trình phiên mã gien hay sản xuất protein. Tuy nhiên, trong một số trường hợp khác, sự phosphorylat hóa tác động lên hoạt động phiên mã các gien và quá trình này kéo dài hơn rất nhiều, nhiều khi cần đến hàng giờ để có thể hoàn tất. Cụ thể, trong trường hợp này, đối tượng tác động chính yếu là một đoạn DNA mang tên là nhân tố phản ứng AMP vòng (cyclic AMP response element - CRE) có tác dụng kích hoạt sự phiên mã của gien cần được hoạt hóa. Để làm được việc này, PKA phosphorylat hóa một serine của protein gọi là protein bám vào CRE (CRE binding protein - CREB) để kích hoạt protein CREB này. Khi được hoạt hóa, CREB cùng với protein bám vào CREB (CREB binding protein - CBP) sẽ bám vào CRE để hoạt hóa CRE và cũng khơi mào quá trình phiên mã gien đích. Quá trình hoạt hóa CREB và CRE có tác dụng biến một tín hiệu ngắn của AMP vòng thành một sự thay đổi lâu dài và bền vững trong tế bào - điều này đóng vai trò quan trọng trong việc lưu trữ trí nhớ cũng như qua trình học hỏi của não.
Như đã nói, mặc dù phần lớn các tác dụng của AMP vòng được thực thi thông qua PKA, tuy nhiên trong một số trường hợp AMP vòng sẽ tác dụng trực tiếp lên tế bào mà không cần đến PKA.

## Chức năng
Như đã nói, tác động phosphorylat hóa củaPKA lên các protein đích sẽ thay đổi cấu hình và hoạt tính của các protein này. Protein đích cho PKA tác động lên không giống nhau tùy theo tế bào, vì vậy phản ứng do PKA gây ra cũng khác nhau tùy theo loại tế bào.

### Nhìn chung
| Loại tế bào                          | Nội quan/hệ thống | gốc kết hợp kích thích --> Gs-GPCR hay Chất ức chế PDE | gốc kết hợp ức chế --> Gi-GPCR hay chất kích thích PDE                                      | Tác dụng |
| ------------------------------------ | ----------------- | --- | ------------------------------------------------------------------------------------------- | --- |
| tế bào mỡ                            |                   | - epinephrine --> thụ thể β-adrenergic - glucagon --> Thụ thể glucagon |                                                                                             | - kích thích quá trình phân giải lipid - kích thích hoạt tính của enzyme lipaza |
| tế bào cơ (cơ xương)                 | hệ cơ             | - epinephrine --> thụ thể β-adrenergic |                                                                                             | - sản sinh glucose - kích thích quá trình phân giải glycogen - phosphorylat hóa glycogen phosphorylaza thông qua phosphorylaza kinaza (hoạt hóa nó) - phosphorylat hóa Acetyl-CoA carboxylaza (bất hoạt nó) - ức chế quá trình sinh tổng hợp glycogen - phosphorylat hóa glycogen synthaza (ức chế nó) - kích thích quá trình đường phân - phosphorylat hóa phosphofructokinaza 2 (hoạt hóa nó, chỉ xảy ra ở tế bào cơ tim)                                            |
| tế bào cơ (cơ tim)                   | hệ cơ             | - norepinephrine --> thụ thể β-adrenergic |                                                                                             | - cô lập Ca2+ trong lưới cơ tương - phosphorylat phospholamban |
| tế bào gan                           | gan               | - epinephrine --> thụ thể β-adrenergic - glucagon --> thụ thể glucagon |                                                                                             | - sản sinh glucose - kích hoạt quá trình thủy phân glycogen - phosphorylat glycogen phosphorylaza (hoạt hóa nó) - phosphorylat Acetyl-CoA carboxylaza (bất hoạt nó) - ức chế sự tạo glycogen - phosphorylat glycogen synthaza (bất hoạt nó) - kích thích sự tân tạo glucose - phosphorylat fructose 2,6-bisphosphataza (kích thích nó) - ức chế đường phân - phosphorylat phosphofructokinaza -2 phosphataza (hoạt hóa nó) - phosphorylat pyruvat kinaza (bất hoạt nó) |
| neurons in nucleus accumbens         | nervous system    | dopamine --> dopamine receptor |                                                                                             | |
| principal cells in thận              | thận              | - Vasopressin --> V2 receptor - theophylline (PDE inhibitor) |                                                                                             | |
| myocyte (smooth muscle)              | muscular system   | - β2 adrenergic agonists --> β-2 adrenergic receptor - histamine --> Histamine H2 receptor - prostacyclin --> prostacyclin receptor - Prostaglandin D2 --> PGD2 receptor - Prostaglandin E2 --> PGE2 receptor - VIP --> VIP receptor - L-Arginine --> imidazoline và α-2 receptor? (Gi-coupled) | - muscarinic agonists, e.g. acetylcholine --> muscarinic receptor M2 - NPY --> NPY receptor | |
| Thick ascending limb cell            | thận              | Vasopressin --> V2 receptor |                                                                                             | |
| Cortical collecting tubule cell      | thận              | Vasopressin --> V2 receptor |                                                                                             | |
| Inner medullary collecting duct cell | thận              | Vasopressin --> V2 receptor |                                                                                             | |
| proximal convoluted tubule cell      | thận              | PTH --> PTH receptor 1 |                                                                                             | |
| juxtaglomerular cell                 | thận              | - adrenergic agonists --> β-receptor - agonists --> A2 receptor - dopamine --> dopamine receptor - glucagon --> glucagon receptor |                                                                                             | |

### Trong cáctế bào mỡvàtế bào gan
Theo như cơ chế chung nêu trên, Adrenaline (epinephrine) và glucagon ảnh hưởng đến hoạt tính của protein kinaza A bằng con đường truyền tín hiệu protein G, tác động đến enzyme adenylat cyclaza nhằm sản sinh ra AMP vòng. Các kích thích tố này sẽ hoạt hóa adenylat cyclaza, qua đó kích thích sự sản sinh AMP vòng và tiến tới hoạt hóa PKA. PKA sau khi được kích hoạt sẽ bắt đầu xúc tiến quá trình chuyển đổi glycogen thành glucose-1-phosphat bằng 2 hoạt động: 1)ức chế quá trình hình thành glycogen, 2)thúc đẩy quá trình phân giải glycogen thành glucose-1-phosphat. Để thực hiện hoạt động 1), PKA phosphorylat hóa (và bất hoạt) enzyme glycogen synthesaza, từ đó ức chế quá trình hình thành glycogen; đối với hoạt động 2), PKA phosphorylat hóa (và kích hoạt) enzyme glycogen phosphorylat kinaza (GPK) để GPK có thể hoạt hóa glycogen phosphorylase, một enzyme phân giải glycogen. Đồng thời protein kinaza A cũng kích hoạt một protein có tác dụng ức chế enzyme phosphoprotein phosphatase (PP), kiến cho PP không còn khả năng tái kích hoạt glycogen synthesaza nữa.
Trong các tế bào mỡ, PKA do adrenaline kích hoạt lại có hoạt động hơi khác: nó hoạt hóa các phospholipaza có chức năng thủy phân các lipid trong tế bào mỡ và từ đó, giải phóng các glycerol và axít béo tự do dùng làm nguồn nhiên liệu cho các bộ phận khác như thận, tim, cơ. Như vậy, một lần nữa ta lại thấy tác dụng khác nhau của PKA trong các loại tế bào: cùng là PKA và cùng kích thích tố adrenaline nhưng gây ra các hiệu quả khác nhau ở tế bào gan và tế bào mỡ.

### Ở các tế bào thần kinh nằm ở nhân bên vách trong suốt
PKA trong các tế bào thần kinh này giúp trung chuyển và phiên dịch các tín hiệu dopamine vào trong các tế báo. Trong các cuộc xét nghiệm tử thi những người bệnh do hút thuốc lá, các nhà khoa học đã xem xét phần nhân bên vách trong suốt - nơi điều hòa nhận thức về phần thưởng và động lực: một phần não phản ứng bởi "gần như tất cả" các thuốc có tính giải trí, giống như tại phần não giữa phản ứng lại các kích thích do dopamine, chất có tác dụng như "phần thưởng" đối với những người hút thuốc hoặc từng hút thuốc.